# Distorsio jenniernestae
Distorsio jenniernestae là một loài ốc biển kích thước trung bình-nhỏ, là động vật thân mềm chân bụng sống ở biển trong họ Personidae.